# Christie Golden
Christie Golden (* 21. November 1963 in Atlanta, Georgia) ist eine US-amerikanische Schriftstellerin. Sie ist die Verfasserin mehrerer Titel innerhalb der Science-Fiction-Reihen Star Trek und Star Wars.
Sie ist verheiratet und lebt im US-Bundesstaat Colorado.

## Werk
Golden schrieb insgesamt 15 Romane und Kurzgeschichten in den Genres Science-Fiction, Fantasy und Horror. Viele ihrer Projekte sind Star-Trek-Romane. In jüngster Zeit verfasst sie auch Romane im Star-Wars-Universum.
Sie hat Texte für die Spiele World of Warcraft und StarCraft verfasst und die abgeschlossene Fate of the Jedi-Reihe der Star-Wars-Romane vollendet. Co-Autoren dieser Serie waren Troy Denning und Aaron Allston.
1991 startete Golden mit ihrem ersten Roman Vampire of the Mists die Ravenloft-Roman-Serie beim Verlag Tactical Studies Rules. Sie schloss mit Dance of the Dead und The Enemy Within die Romanserie ab. Golden hat auch mit einer Serie von Kurzgeschichten zu den „Forgotten Realms“ Kampagnenwelt beigetragen. Sie ist Autorin von mehreren Fantasy-Romanen, zwei Fantasy-Romane schrieb sie zu Warcraft: Der Lord der Clans, World of Warcraft: Aufstieg der Horde. Weiterhin hat sie eine StarCraft-Trilogie geschrieben: The Dark Templar Saga., den Roman „World of Warcraft: Arthas – Aufstieg des Lichkönigs“. Mit diesem Buchtitel kam sie zum ersten Mal auf die New-York-Times-Bestsellerliste. Auf diesen Erfolg folgten weitere World-of-Warcraft-Romane.
Unter dem Namen Jadrien Bell schrieb sie einen Fantasythriller A.D. 999, für den sie 1999 mit dem Preis der Colorado-Autoren-Liga für den besten Roman in diesem Genre ausgezeichnet wurde.
Außerdem setzte sie ihre eigene Fantasyserie The Dancers Pentad fort. Das erste Buch, der Serie On Fires Wings verfolgt eine Protagonistin wie sie den ersten von fünf Tänzern entdeckt, Kevla den Flammentänzer. Das zweite Buch, In Stones Clasp erzählt von diesem Flammentänzer und dem Steintänzer, Jareth, der das Element Erde verkörpert. Mit diesem Buch gewann sie 2005 zum zweiten Mal den Preis der Colorado-Autoren-Liga.
Sie hat für Buchreihen geschrieben, die auf den Serien Buffy – Im Bann der Dämonen und Angel beruhen, außerdem Romane basierend auf Steven Spielbergs animierter Science-Fiction Serie Invasion America. Der Filmproduzent Harve Bennett war davon so beeindruckt, dass er sie nach Hollywood einlud, damit sie für die Serie schreibt. Dennoch wurde keine zweite Staffel ausgestrahlt.
Schließlich hat Golden drei Assassin’s-Creed–Romane geschrieben: Blackbeard – Das verschollene Logbuch ist ein Helferbuch zum Videospiel Assassin’s Creed IV: Black Flag. Das zweite Buch, Assassin's Creed Unity. Abstergo Entertainment – Mitarbeiter-Handbuch (Fallakte 44412: Arno Dorian) kam 2014 in den Buchhandel, gefolgt von Assassin‘s Creed Heresy: Ketzerei  im Dezember 2017.
2017 erschien ihre Romanadaption des Films Valerian and the City of a Thousand Planets (Deutsch: Valerian – Die Stadt der tausend Planeten).

## Werke
Verold
- Instrument of Fate (1996)
- King's Man and Thief (1997)
- The Books of Verold (omnibus) (2001)

Invasion America
- Invasion America (1998)
- On the Run (1998)

Final Dance
- On Fire's Wings (2004)
- In Stone's Clasp (2005)

Star Trek : Voyager
- The Murdered Sun (1995)
- Marooned (1997)
- Seven of Nine (1998)
- Cloak and Dagger: Dark Matters 1 (1999)
- Ghost Dance: Dark Matters 2 (1999)
- Shadow of Heaven: Dark Matters 3 (2000)
- The Farther Shore: Homecoming, book 2 (2003)
- Homecoming: Homecoming Book One (2003)
- Enemy of My Enemy: Spirit Walk, Book Two (2004)
- Old Wounds: Spirit Walk, Book One (2004)

World of Warcraft
- Der Aufstieg der Horde (2007)
- Jenseits des Dunklen Portals (zusammen mit Aaron Rosenberg) (2008)
- Arthas – Aufstieg des Lichkönigs (2009)
- Weltenbeben – Die Vorgeschichte zu Cataclysm (2010)
- Jaina Prachtmeer – Gezeiten des Krieges (2012)
- Thrall – Drachendämmerung (2012)
- Kriegsverbrechen (2014)
- Vor dem Sturm (2018)

Warcraft
- Der Lord der Clans (2001)
- Warcraft – Die offizielle Vorgeschichte zum Film (Taschenbuch)  (2016), ISBN  978-3-8332-3266-4
- Warcraft – Der offizielle Roman zum Film (Taschenbuch)  (2016), ISBN 978-3-8332-3267-1

Starcraft
- Dunkle Templer – Erstgeboren (2007)
- Dunkle Templer – Schattenjäger (2008)
- Dunkle Templer – Zwielicht (2009)
- StarCraft II – Teufelskerle (2011)
- StarCraft II – Flashpoint (2012)

Star Wars
- Das Verhängnis der Jedi-Ritter 2: Omen (Fate of the Jedi: Omen, 2010)
- Das Verhängnis der Jedi-Ritter 5: Die Verbündeten (Fate of the Jedi 5: Allies, 2010)
- Das Verhängnis der Jedi-Ritter 8: Aufstieg (Fate of the Jedi 8: Ascension, 2011)
- Schülerin der dunklen Seite (Dark Disciple, 2015), ISBN 978-3-7341-6106-3
- Star Wars Battlefront II: Inferno-Kommando, 2017